# Grupo de Forcados Amadores de Montemor
O Grupo de Forcados Amadores de Montemor MHM é um grupo de forcados fundado em 1939, em Montemor-o-Novo. É o segundo grupo de forcados com maior antiguidade em Portugal.

## História
Estreou-se no dia 4 de setembro de 1939, na Praça de Touros de Montemor-o-Novo, numa garraiada a favor do Asilo Montemorense, tendo como principal impulsionador Simão Malta, seu primeiro cabo. Da primeira formação faziam ainda parte Feliciano Reis, João Manuel Malta, José Antas, Joaquim Capela, Francisco de Castro e Cipriano Palhinha. Depois de um interregno nas temporadas de 1951 a 1954 (pegando apenas uma corrida em 1952), a 10 de abril de 1955 os Forcados de Montemor retomaram a sua atividade, sob o comando de Américo Chinita de Mira. Além das praças de Portugal, o grupo já atuou em Espanha, França, Grécia, Macau, Indonésia, México, Estados Unidos da América e Canadá.
Segundo as regras da tauromaquia respeitantes à forcadagem a antiguidade de um Grupo de Forcados perde-se com um interregno na sua atividade, salvo consenso dos demais Grupos mais antigos. Em 1955, após o interregno, foi permitido, por consenso entre os demais Grupos ativos na época (Santarém, Vila Franca e Lisboa), ao Grupo de Forcados Amadores de Montemor conservar a sua antiguidade reportada a 1939.
O Grupo de Forcados Amadores de Montemor foi condecorado em 6 de setembro de 2015 pelo Presidente da República Aníbal Cavaco Silva com a Ordem do Mérito, representado na ocasião por Luís Valente de Oliveira, em reconhecimento pelo 75.º aniversário da fundação comemorado em 2014.

## Cabos
1. Simão Malta (1939–1945 / 1949–1950)
2. Manuel de Sousa Nunes (1945–1948)
3. Américo Chinita de Mira (1955–1956)
4. Joaquim José Capoulas (1956–1971)
5. António José Zuzarte (1971–1979)
6. João Eduardo Cortes (1979–1984)
7. Paulo Vacas de Carvalho (1984–1997)
8. Rodrigo Corrêa de Sá (1997–2007)
9. José Maria Cortes (2007–2013), faleceu no cargo
10. António Vacas de Carvalho (2013–2021)
11. António Cortes Pena Monteiro (2021–presente)

## Condecorações
- Membro-Honorário da Ordem do Mérito (2015)